# Frank Jarvis
Frank Washington Jarvis (* 31. August 1878 in California, Pennsylvania; † 2. Juni 1933 in Sewickley, Pennsylvania) war ein US-amerikanischer Leichtathlet und Olympiasieger.

## Biografie
Jarvis war ein Schüler der East Liberty Academy in Pittsburgh und bereits in jungen Jahren ein talentierter Sprinter. 1895, zwei Wochen nach seinem 17. Geburtstag, nahm er als Mitglied des Pittsburgh Athletic Club an den Meisterschaften der Amateur Athletic Union (AAU), was den nationalen Meisterschaften der USA entsprach, im Lauf über 100 Yards teil. Er kam bis ins Finale, belegte dort aber nur den fünften bzw. letzten Platz.
1898 startete er für die Chicago Athletics Association und war Student an der Princeton University. Als solcher beteiligte er sich an den Meisterschaften der Intercollegiate Association of Amateur Athletes of America (IC4A), was den Studentenmeisterschaften in den USA entsprach, und errang überraschend den Titel über 440 Yards. Im selben Jahr wurde er endlich nach drei vergeblichen Versuchen auch nationaler Meister der AAU über 100 Yards. 1899 reihte sich Jarvis auch in die Liste der Sprinter ein, die den Weltrekord über 100 Yards, aufgestellt 1890 von John Owen, egalisiert hatten.
Jarvis gehörte zum Team der US-amerikanischen Leichtathleten, die zu den Olympischen Spielen 1900 nach Paris reisten. Bei einem Zwischenaufenthalt in England nahm er, nur wenige Tage vor Beginn der Leichtathletikwettbewerbe in Paris, an den Meisterschaften der Amateur Athletic Association (AAA) teil, was den britischen Meisterschaften entsprach. Im Lauf über 100 Yards musste er sich seinem Landsmann Arthur Duffey geschlagen geben und war danach für den 100-Meter-Lauf in Paris nicht mehr der Favorit.
Beim 100-Meter-Lauf der Olympischen Spiele in Paris egalisierte Jarvis in seinem Vorlauf den Weltrekord mit 10,8 s, aufgestellt 1891 von Luther Cary. Sein Landsmann Walter Tewksbury erreichte in seinem Zwischenlauf die gleiche Zeit. Für das Finale mit vier Läufern qualifizierten sich außerdem noch Duffey und der Australier Stan Rowley. Hier lagen bis zur Hälfte des Rennens alle Vier beinahe gleichauf, bis sich der in Führung liegende Arthur Duffey einen Muskel zerrte, stürzte und aufgab. Die anderen drei Läufer machten das Rennen unter sich aus und Jarvis gewann vor Tewksbury und Rowley.
Jarvis war in Paris auch für den Wettbewerb im Dreisprung und im Standdreisprung gemeldet. Es ist nicht sicher, ob er tatsächlich angetreten ist, oder ob für ihn keine Weite gemessen wurde. Ein Ergebnis ist jedenfalls nicht festgehalten.
Die Platzierungen bei Olympischen Spielen für Frank Washington Jarvis:
- II. Olympische Spiele 1900, Paris
  - 100 m – Gold mit 11,0 s (Silber an Walter Tewksbury aus den USA mit 11,1 s; Bronze an Stan Rowley aus Australien mit 11,2 s)
  - Dreisprung – gemeldet, aber nicht angetreten oder ohne Weite ausgeschieden
  - Standdreisprung – gemeldet, aber nicht angetreten oder ohne Weite ausgeschieden

Anmerkung: Mit Ausnahme der Zeiten des jeweiligen Siegers sind die Laufzeiten geschätzt, da es für die Platzierten keine Zeitmessung gab. Bei ihnen wurde der Rückstand auf den Sieger oder Vorplatzierten mit einer Längenangabe festgehalten.
Wieder zurück in den USA beteiligte sich Jarvis noch im selben Jahr an den Studentenmeisterschaften der IC4A und gewann den Titel über 220 Yards.
Jarvis verließ 1900 die Princeton University mit dem Titel Bachelor of Science und wechselte zur University of Pittsburgh, wo er ein Studium der Rechtswissenschaft begann, das er 1903 abschloss. Jarvis betrieb bis zu seinem Tod eine Anwaltskanzlei in Allegheny County. 1906 heiratete er Ruth Wilson. Er hatte zwei Kinder, Frank W. Jarvis jr. und Dorothy Jarvis.